# Karakuyu, Saimbeyli
Karakuyu là một xã thuộc huyện Saimbeyli, tỉnh Adana, Thổ Nhĩ Kỳ. Dân số thời điểm năm 2009 là 1.687 người.